# Religión en Uruguay
La religión en Uruguay es practicada en el marco de la libertad de culto, que se consagra en el Artículo 5 de la Constitución de la República. Desde 1917, el Estado uruguayo es de carácter laico, no adoptando una religión oficial. Asimismo, es el país del continente americano con mayor porcentaje de personas no religiosas.
En 2017, en Uruguay se registra la irreligión como grupos más grande con el 41 por ciento de la población, mientras que el catolicismo, concentra el 38 por ciento, el protestantismo aunque no sea tan notable como en otros países latinoamericanos concentra al 9 por ciento de la población, mientras que el 11 por ciento es creyente de otras religiones. Uruguay es el país menos cristiano de América Latina.
En 2023, la encuesta de Latinobarómetro reflejó una oficial mayoría de gente no religiosa/atea en Uruguay sobrepasando más de la mitad de la población (52%), lo que solidifica al país entre los menos religiosos y creyentes del mundo.

## Estadísticas

### Uruguay 2023
| Afiliación | % de la Población |
| ---------- | ----------------- |
| Ninguna    | 52.0%             |
| Católico   | 37.8%             |
| Evangélico | 5.2%              |
| Otros      | 5.0%              |

- El enlace no conduce a un estudio o publicación.

### Uruguay 2020
| Afiliación        | % de la Población |
| ----------------- | ----------------- |
| Católico          | 20.4%             |
| Evangélico        | 9.1%              |
| Ninguna           | 71.8%             |
| Ateo              | 8.8%              |
| Agnóstico         | 1%                |
| Adventista        | 0.3%              |
| Testigo de Jehová | 0.8%              |
| Mormón            | 0.4%              |
| Otro              | 4.7%              |
| No sabe           | 0.6%              |
| No responde       | 3.3%              |

## Cristianismo

### Catolicismo

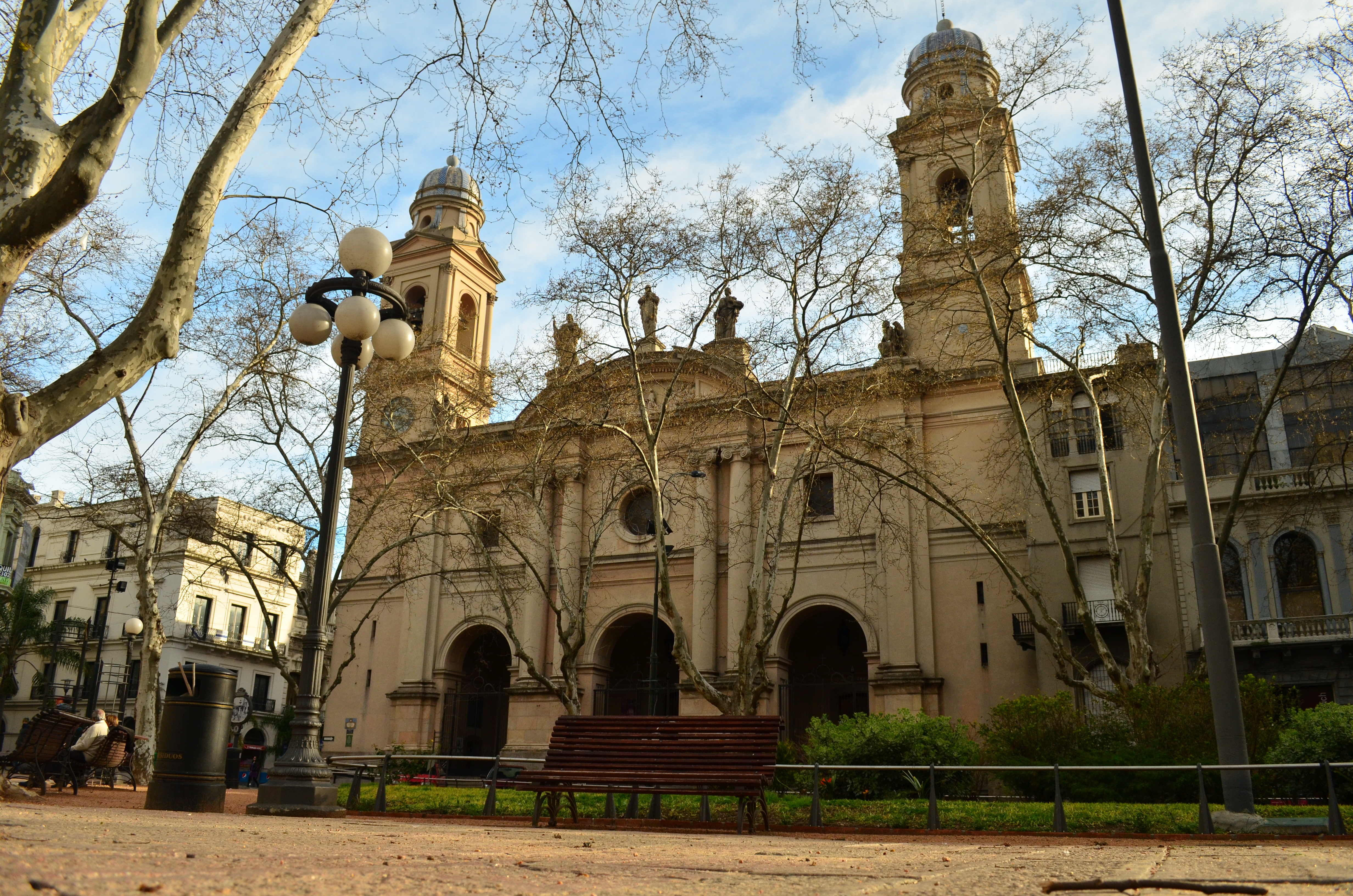
Catedral Metropolitana de Montevideo.

El catolicismo fue la religión oficial de Uruguay hasta la entrada en vigor de la Constitución de 1918, que separó oficialmente la Iglesia y el Estado. Hacia 1960 se estimaba que cerca del 62% de la población era católica, donde menos del 5% asistía a misa con regularidad, pero hacia 1990 el porcentaje aumentó a 66%. Según estimaciones, hacia el 2017, el porcentaje se redujo notablemente a un 38%.
Durante la época colonial, la Iglesia católica en Uruguay tuvo menor influencia que en cualquier otro territorio bajo el dominio español. En la segunda mitad del siglo XIX, las ideas anticlericales se extendieron en Uruguay, erosionando la influencia de la Iglesia católica. Sin embargo, entre finales del siglo XIX y principios del siglo XX hubo grandes inmigraciones de familias católicas de Europa.

### Protestantismo

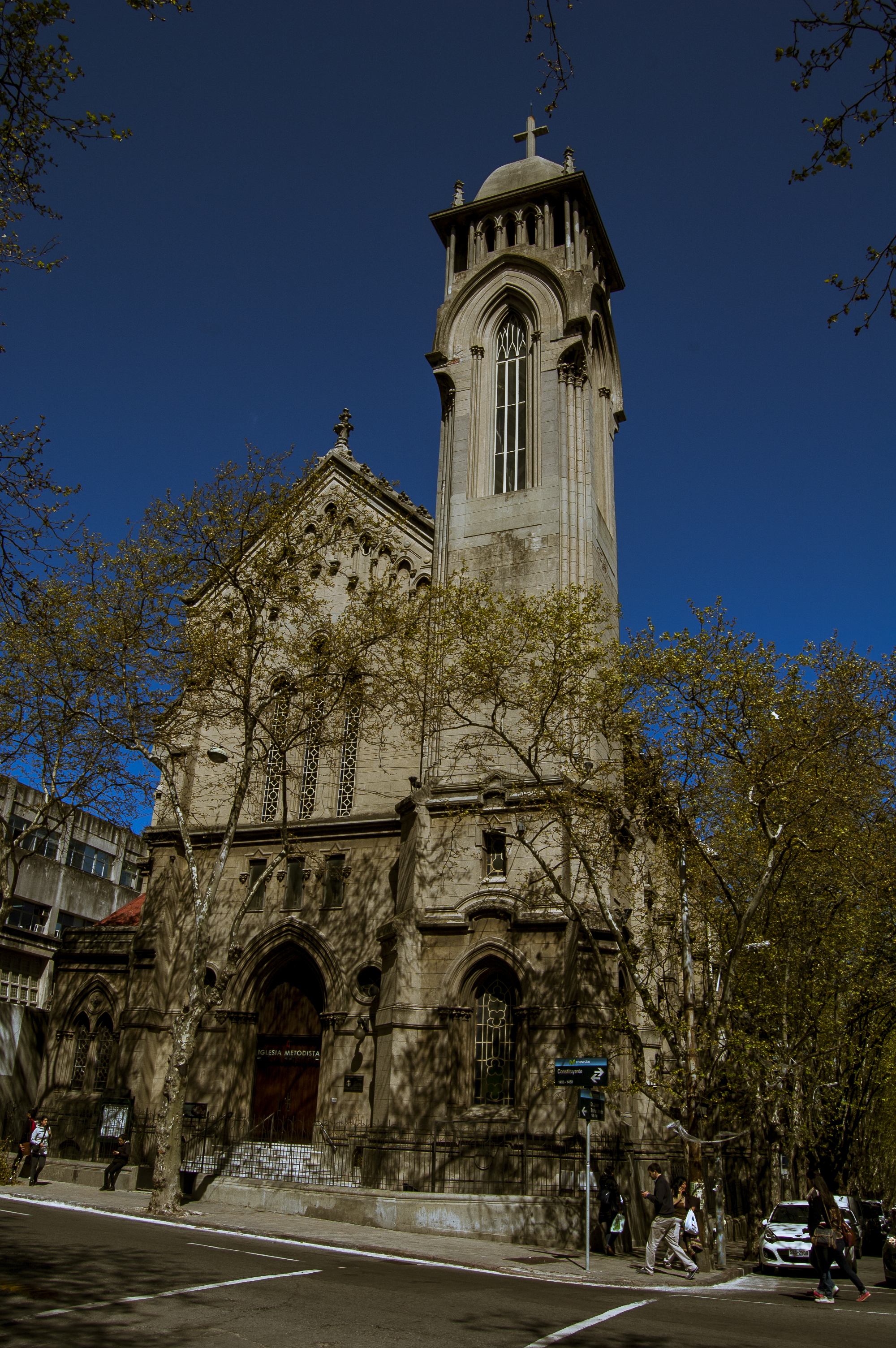
Templo Metodista en Montevideo

Según una encuesta realizada en 2014 por el Pew Research Center, el protestantismo representaba el 15% de la población uruguaya.Entre las denominaciones protestantes destacan la Iglesia Metodista, la Iglesia Anglicana, la Iglesia Luterana del Uruguay, y la Iglesia evangélica valdense.

#### Metodismo
El metodismo es una de las denominaciones protestantes más activas en Uruguay. Se estableció en el país en 1836, dentro de la comunidad anglosajona. A fines de la década del 1860, se inicia la predicación en idioma español a través del Dr. Juan F. Thomson. En 1878 se organizó la primera Iglesia Metodista en la ciudad de Montevideo, al tiempo que extendió su obra al interior del país. En la actualidad administra diferentes centros educativos, entre los que destacan el Instituto Crandon y el Instituto Metodista Universitario Crandon.

#### Anglicanismo

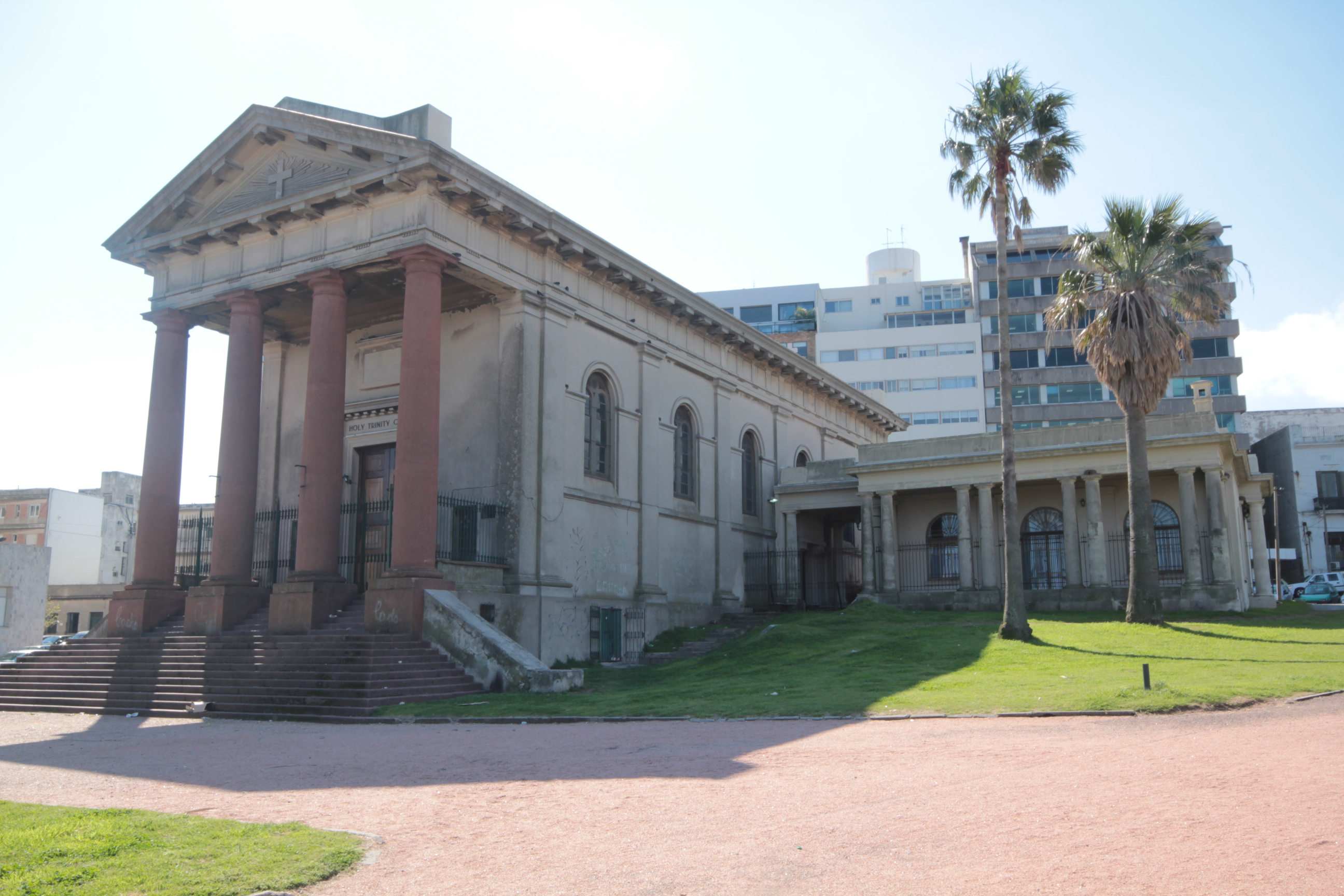
Templo de la Santísima Trinidad, principal templo anglicano del país.

El anglicanismo en Uruguay data de la década de 1840, con la llegada a Montevideo del Rvdo. William Birch como capellán de la Iglesia de Inglaterra. En 1843 se inició la construcción de un templo anglicano en la capital del país, y dos años más tarde se inauguró el Templo de la Santísima Trinidad, comúnmente conocido como «Templo Inglés».

## Judaísmo

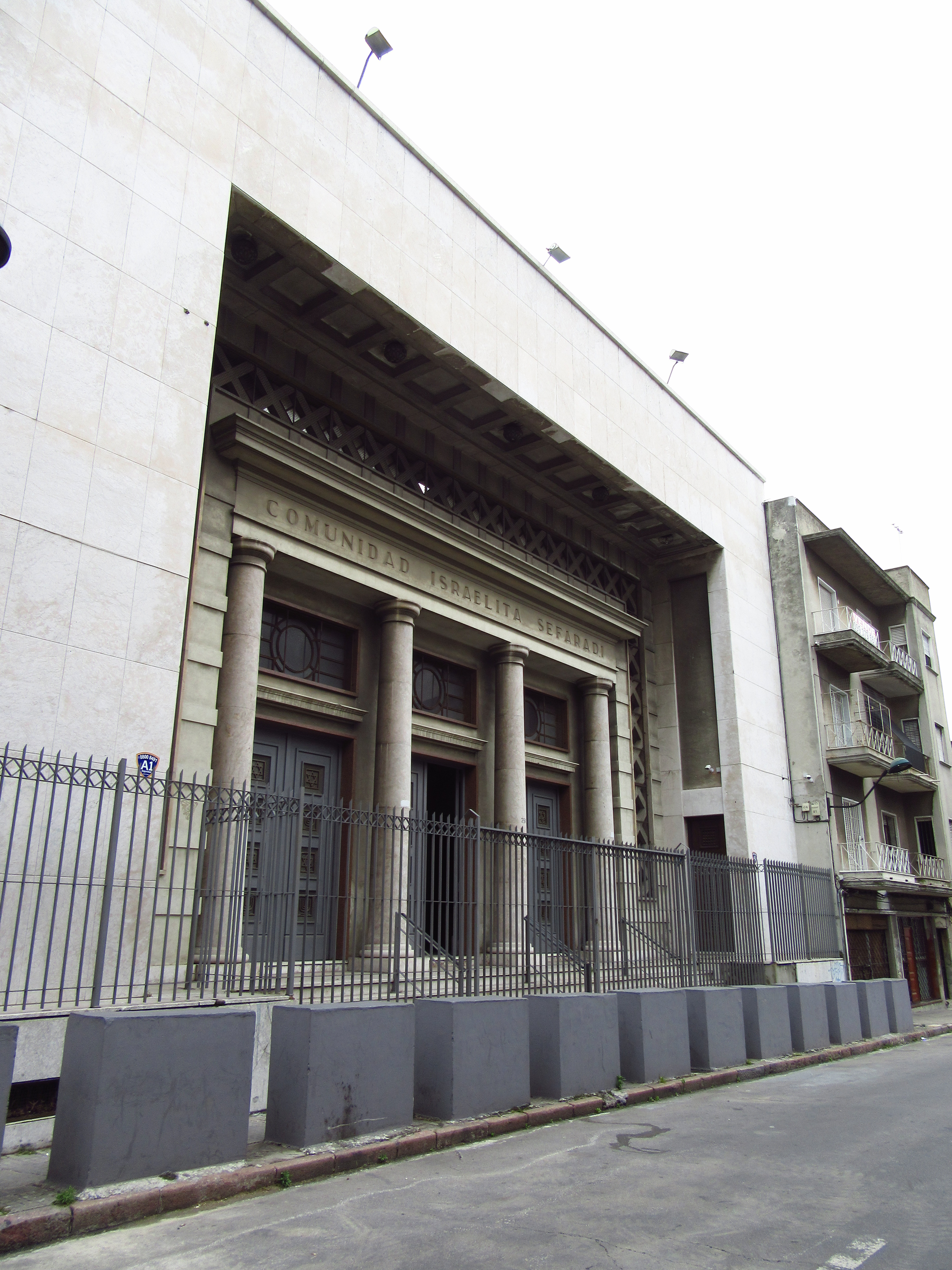
Sinagoga de la Comunidad Israelita Sefaradí en Montevideo.

Uruguay posee la cuarta comunidad judía más numerosa de América Latina.La presencia de judíos en el país data de la época de la Banda Oriental, sin perjuicio de que la inmigración judía significativa se dio a partir de las últimas décadas del siglo XIX y extendiéndose durante la primera mitad del siglo XX.
Durante las primeras décadas del siglo XX, la colectividad judeo-uruguaya se agrupaba en comunidades con base en sus orígenes e idioma, pero en 1940 se estableció el Comité Central Israelita del Uruguay como organización paraguas de toda la comunidad.
El pico de población judía se dio durante la década de 1960, estimándose en unos 50 mil fieles. En 2006 se estimada que en Uruguay residían entre 16.000 y 20.000 judíos, en su mayoría asquenazíes, representando aproximadamente el 0,3% de la población. La mayoría los judíos uruguayos se concentran en el departamento de Montevideo, existiendo también una importante presencia en los departamentos de Canelones, Maldonado (Punta del Este) y Paysandú.

## Islam
El islam en Uruguay, según información entregada por el Departamento de Estado de los Estados Unidos, es profesado por entre 300 a 400 personas, aunque la mayor parte de ellas observa la religión en forma mínima. La comunidad está formada por inmigrantes de países musulmanes y conversos uruguayos.
La mayor parte de la población islámica se concentra en las ciudades de Rivera y Chuy, fronterizas con Brasil. Según cifras estimadas por no musulmanes, en Montevideo viven entre 30 y 50 musulmanes. Sin embargo, a pesar de dichas estimaciones, cada semana casi un centenar de musulmanes se reúnen en tres puntos diferentes de la capital uruguaya. Al no existir mezquitas en el país, el principal punto de reunión de la comunidad es el Centro Islámico de la embajada de Egipto en el Barrio de Pocitos, y las musalahs ubicadas en la intersección de calle Ejido y Soriano, y en la intersección de Julio Herrera y Obes con Canelones.

## Budismo

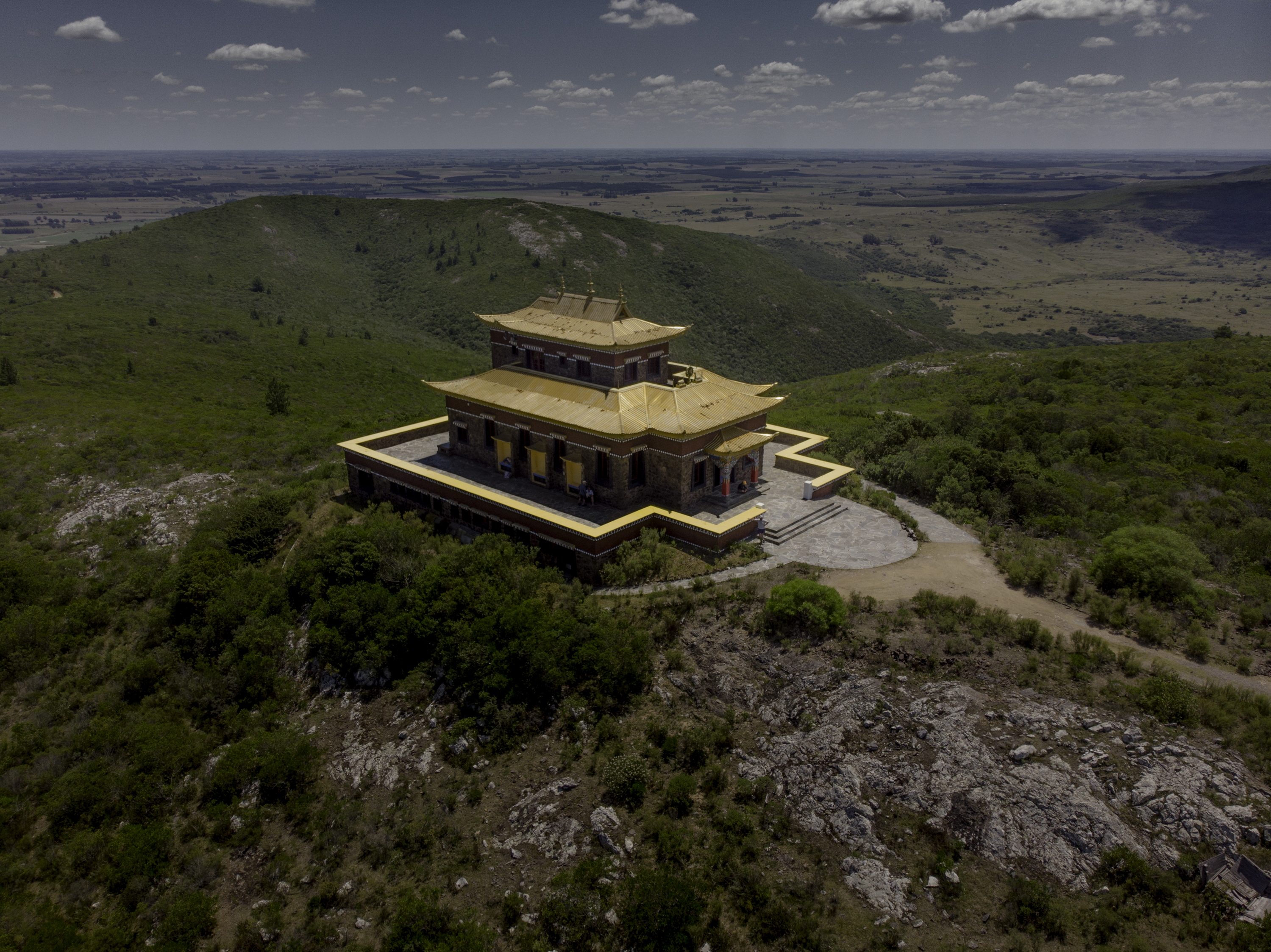
Templo Sengue Dzong, en Lavalleja.

Uruguay cuenta con el único templo budista del mundo de habla hispana. Se encuentra en el departamento de Lavalleja. Se empezó a construir en 2010.

## Irreligión
Uruguay es el país con mayor cantidad de personas no religiosas en América Latina y el segundo con el menor porcentaje de católicos en su población. Históricamente, ya habría un secularismo existente. 
La cantidad de católicos en Uruguay disminuyó de 60% en 1996 a 41% en 2013, 19 puntos porcentuales menos en 17 años. En contrapartida, la cantidad de personas no religiosas pasó de 18% a 38%, 20 puntos porcentuales más en el mismo período de tiempo. Esta evolución dista de otros estudios demográficos-religiosos.